# Zefix
Zefix ist der zentrale Firmenindex der Schweiz.

## Datenbank
Das Portal des Eidgenössischen Amts für das Handelsregister enthält sämtliche im Handelsregister (bzw. in den einzelnen kantonalen Handelsregistern) eingetragenen juristischen Personen und Institutionen des öffentlichen Rechts sowie Personengesellschaften und Einzelunternehmen sofern diese im Handelsregister eingetragen sind. Die Datenbank enthält die wichtigsten Angaben zu den eingetragenen juristischen Personen, Einzelunternehmen und Institutionen, u. a. Rechtsform, Sitz, Domizil, Organe und die entsprechenden Änderungen, jedoch keine Einzelbelege. Diese sind, ebenso wie das Handelsregister selber, öffentlich (Art. 936 OR) und können bei den Handelsregisterämtern eingesehen werden.
Zefix ist eine eingetragene Dienstleistungsmarke der Schweizerischen Eidgenossenschaft und untersteht dem Bundesamt für Justiz.

## Rechtsgrundlagen
Grundlage für den Zefix ist Art. 14 der Handelsregisterverordnung und Art. 928b des OR. Bereits zuvor gab es allerdings den Zefix, jedoch sind erst seit dem 1. Januar 2008 (Inkrafttreten der neuen Handelsregisterverordnung) die Daten aller Kantone online (weil erst seit damals eine elektronische Publikation obligatorisch ist).

## Bedeutung des Zefix
Der Zefix hat keine rechtsverbindliche Wirkung. Solche kommt lediglich den beglaubigten Abschriften des Handelsregisters zu, welche allerdings über den Zefix bestellt werden können. Was genau die rechtliche Wirkung des Handelsregisters (und damit seiner Auszüge) ist, ist jedoch umstritten; namentlich, ob falsche Eintragungen für den Gutgläubigen eine Vertrauensgrundlage sind (Frage des öffentlichen Glaubens des Handelsregisters, dazu die Dissertation von Hans-Ueli Vogt).